# Aţ Ţurrah
Aţ Ţurrah är en ort i Jordanien.   Den ligger i guvernementet Irbid, i den norra delen av landet, 80 km norr om huvudstaden Amman. Aţ Ţurrah ligger 486 meter över havet och antalet invånare är 14 619.
Terrängen runt Aţ Ţurrah är platt åt sydost, men åt nordväst är den kuperad. Runt Aţ Ţurrah är det tätbefolkat, med 331 invånare per kvadratkilometer. Närmaste större samhälle är Irbid, 15,9 km sydväst om Aţ Ţurrah. Runt Aţ Ţurrah är det i huvudsak tätbebyggt.